# Mirle, Krishnarajanagara
Mirle là một làng thuộc tehsil Krishnarajanagara, huyện Mysore, bang Karnataka, Ấn Độ.